# British Land
The British Land Company plc er et britisk ejendomsudviklings- og investeringsselskab, der er baseret i London.
British Land Company blev etableret i 1856 som et knopskud fra the National Freehold Land Society (senere Abbey National) etableret i 1849 med de to chefarkitekter Richard Cobden og John Bright.